# Усьник
Усьник (пол. Uśnik) — село в Польщі, у гміні Снядово Ломжинського повіту Підляського воєводства.
Населення — 154 особи (2011).
У 1975—1998 роках село належало до Ломжинського воєводства.

## Демографія
Демографічна структура станом на 31 березня 2011 року:
|          | Загалом | Допрацездатний вік | Працездатний вік | Постпрацездатний вік |
| -------- | ------- | ------------------ | ---------------- | -------------------- |
| Чоловіки | 78      | 21                 | 46               | 11                   |
| Жінки    | 76      | 11                 | 42               | 23                   |
| Разом    | 154     | 32                 | 88               | 34                   |